# 发现卡
发现卡（Discover Card）是一种在美国广泛使用的信用卡。1985年到2007年，由摩根士丹利等金融机构控股，零售商公司Sears推广发行。2007年时，發現金融成为一个独立的金融公司并且更换了发现卡的标志。
大多数印有Discover商标的卡由发现銀行（Discover Bank）发行。2006年二月，发现银行表示将發行一种新的借记卡。

## 历史
在发现卡刚刚向市场推广的年代，Sears是全美最大的零售商家。曾经在1981年收购了金融机构以尝试在其零售业的服务中加入一些新鲜的商业银行的服务。最初发现卡都被打上Sears公司的标志，如位于芝加哥的总部大楼西尔斯大厦（Sears Tower），2009年后更名为韦莱集团大厦。  

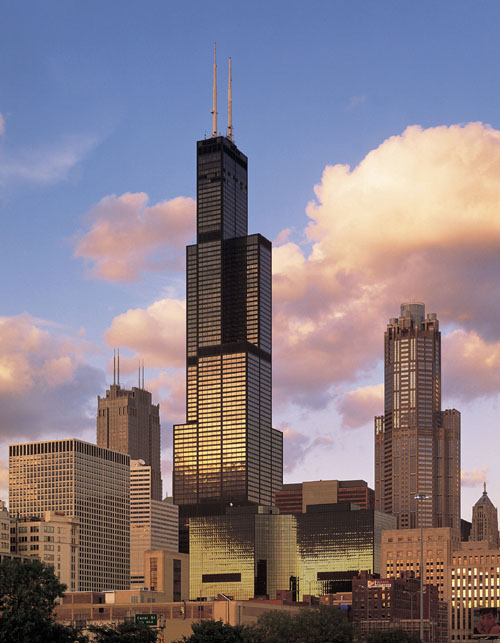
旧Discover标识中的公司总部

不同于其传统对手万事达卡和维萨卡，Discover发现卡迅速的獲取一庞大的客户群体。发现卡一般来讲免年费，高信用额度以及提供较高的现金回扣。
然而，计划建立一个“一站式”的Sears百货公司金融服务中心并不像Sears所预期的成功，它的发现卡推广被认为既伤害Sears公司的营业额，并限制该卡的潜力。其他零售商予以拒绝推广Discover发现卡，因为他们相信這会帮助竞争对手。
鉴于这些事态发展，并且其强有力的竞争对手沃尔玛和所谓的类别杀手（例如玩具反斗城），80年代末Sears开始面临财务困难。最终在1993年Sears出售其金融业务，Sears也开始接受除了Discover信用卡外的万事达卡和维萨卡。发现卡业务成为了丁威特金融服务公司（Dean Witter financial services firm）的一部分，而丁威特金融服务公司于1997年被摩根士丹利并购。2000年，格林伍德信托更名为发现银行（Discover Bank）。

## 商业发展
2004年10月份，在美国最高法院做出一个有利于发现卡的裁决，挑战了VISA和万事达排斥性政策。在此裁决之前，如果银行签发VISA或万事达卡，VISA和万事达不会允许他们发行Discover信用卡。就在法院判决后的几天，发现卡向联邦法院提起诉讼，要求赔偿由于维萨和万事达卡带来的商业损失。2005年，发现卡获得的Pulse（interbank network，一个电子资金转帐协会），被允许其发行和营销借记卡和ATM卡。
2004年后不久美国最高法院裁定，发现卡也由其他银行的发行，GE消费者金融集团为零售商沃尔玛，山姆俱乐部等发行Discover信用卡。山姆俱乐部多年来只接受Discover信用卡，尽管自2006年11月，它也接受万事达卡购买。
1986到2004年的19年间，Discover Card的交易量从17亿美元增加到996亿美元，在美国拥有超过5000万持卡人和400万家商户，以及近20万台ATM，Discover Card已经成为继VISA、MasterCard、美国运通后的第四大清算组织，和继花旗银行、美國大通银行、MBNA、美国银行、第一資本之后的第六大信用卡公司。
汇丰银行亦已发行有Discover Network品牌标志的发现卡，因为它在2005年年底收购信用卡发行商Metris公司。Metris公司最初在2005年9月与发现卡公司签署了一项协议，以发行发现卡。
摩根士丹利从2004年开始多次表明将出售Discover信用卡业务，2005年4月，宣布将剥离Discover作为一个独立的公司。但是6月，摩根士丹利又重新评估其计划，2005年8月，该公司表明不会出售探索。一年后，2006年12月，摩根士丹利宣布，将再次分拆发现卡为一家独立的公司。
2007年6月30日，Discover作为一个独立的公司，从摩根士丹利公司分离。

## 与中國大陸的合作
发现卡目前主要服务对象在美国以及加勒比海地区，在北美持卡用户已超过六千万，Discover也积极拓展亚洲市场。
2005年上半年，中国银联与Discover达成战略合作伙伴关系，发现卡可以在中国银联ATM和POS机上使用，同时，银联卡也可在美国Pulse支付网络使用。2007年7月，Discover在中國大陸成立子公司「Discover信息技术（上海）有限公司」，以支持该公司的数据分析和建模业务，并于7月15日在新办事处举行盛大开幕仪式。
在美国运通卡通过工商、中信银行进入中國大陸以后，下一个进入中國大陸信用卡市场的美国信用卡组织是Discover。美国发行的发现卡在中國大陸可以当银联卡使用而不收外币转换费。

## Discover收购Diners Club
Discover收购大來國際（Diners Club）后，原来Diners International的各种信用卡进入到了Discover的网络中，但是在加拿大等国，Diners的卡被广泛接受而Discover只有沃尔玛等少数几家商家接收。